# 工業化

从1800年以来收入水平的上升看工业化的影响。该图显示了第一世界国家（灰色；欧洲、美国、加拿大、日本）和第三世界国家（红色；亚洲、非洲、拉丁美洲）在1750年至1900年之间以1990年美元计算的人均国民生产总值（购买力平价）。

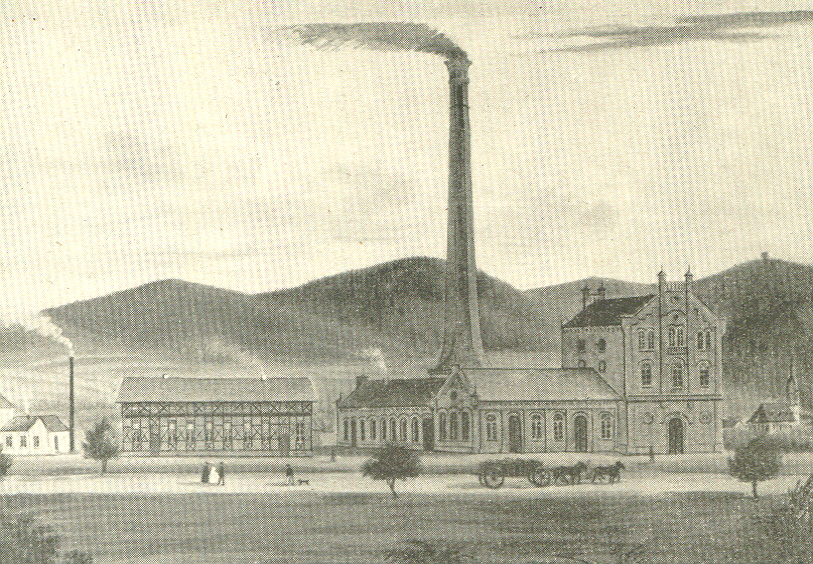
1860年時，德國伊爾默瑙的一家工廠

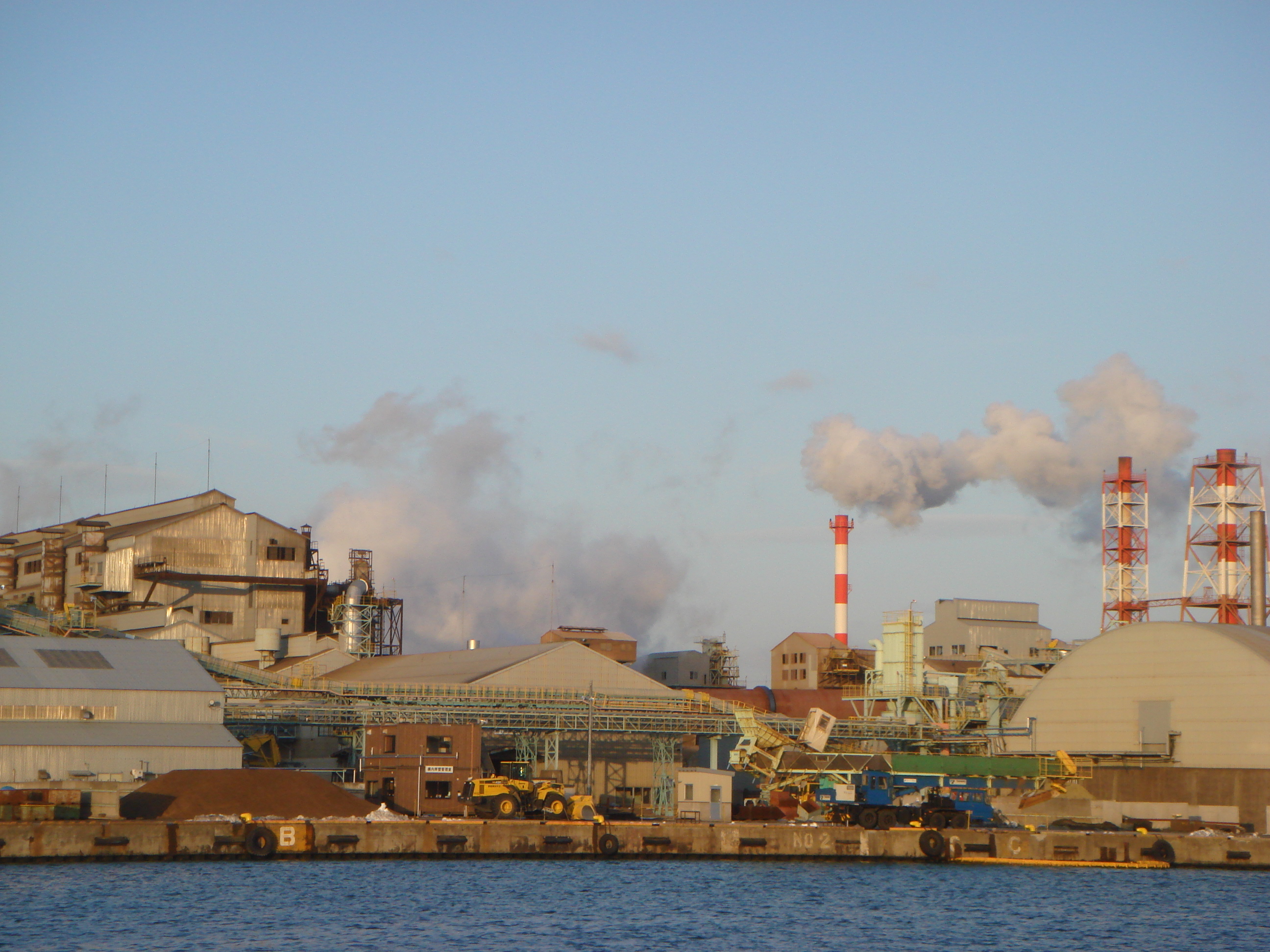
2011年日本青森縣八戶市第一工業港

工業化（industrialization）是人類社會由前工業（累積資本速度緩慢的農業畜牧業經濟）到工業狀態的社會及經濟改變過程（見前工業社會）。此一社會及經濟改變與技術創新有很密切關係，尤其是大規模量產和冶金學的進步。狹義的工業化有代表性的是《新帕爾格雷夫經濟學大辭典》中的定義，製造業和第二產業在國民經濟中比重及其就業比重不斷上升的過程。

## 概論
明確的工業化開始於工業革命，其發生於18世紀和19世紀的大不列顛島之後往歐洲迅速擴散。
工業化最基本的特徵是非農業就業人口的急速增加，越來越多人脫離自己生產糧食與必需品的佃農、小農經濟生活，進入城市的工廠，大機械的出現引導走向所有生活中的用品皆專業化規模化製造，依靠大規模交易和機械化運輸工具達成分工社會，之後這種專精化會形成各種領域的專家，許多人一生的時間都在一個很小的領域工作鑽研從而發明創新突破，帶動整個社會的生活品質飛速提高，當整個社會農業人口低於一半居少數時可以看做工業化成效開始，當農業人口低於1/4時便是工業化社會。這種社會的額外好處是製造業產品通常能夠長期保存運輸不會壞（相對於農產品），從而能出口賺取別國財富，導致一國財富累積。
工业化也改变了以往生产方式。从各地工匠制作大多数成品变成使用燃煤蒸汽等能源驱使机器更快更多地生产各类产品。同时使家庭的男女离开住所到工厂工作，使得家庭与工作场所分离，这与旧时代大相径庭。

## 問題
工業化造成了它自身的可持續發展問題。當代的病因包含有噪音、空氣、水污染、營養不良、危險機械、不人性化工作、孤立、貧窮、無家可歸和藥物濫用。工業國家中的經濟、社會、政治及文化因素有如病原體一般，不斷地影響其健康，工業化已變成了全球的主要議事議題。
工業化亦和某些形式的哲學改變有關，和人們看待自然的角度有關；儘管此一哲學上的改變是導因於工業化或者相反，還是個很有爭議性的話題。